# Neotrichia picada
Neotrichia picada är en nattsländeart som beskrevs av Oliver S. Flint Jr. 1983. Neotrichia picada ingår i släktet Neotrichia och familjen smånattsländor. Inga underarter finns listade i Catalogue of Life.